# Searsioides
Searsioides is een geslacht van straalvinnige vissen uit de familie van glaskopvissen (Platytroctidae).

## Soorten
- Searsioides calvala (Matsui & Rosenblatt, 1979)
- Searsioides multispinus Sazonov, 1977